# エルデカイザー
エルデカイザーはバンダイナムコゲームスのゲーム「ゼノサーガシリーズ」に登場する架空の兵器である。

## 概要
ロボット工学の天才科学者ハカセ（本名：ハクシーヌ・ホワイト）と助手のスコットクンが作り上げた無敵のスーパーロボットシリーズ。また、ライバルであるブラックハカセも対抗して同じものを作り上げた。これまでに、4体が確認されている。また、KOS-MOSの改修にはエルデカイザーのパーツをサイズダウンした物が利用されている。ほか、E.S.アシェルはアニマの器を一時失った際、対策としてエルデカイザー用のリアクターを搭載して代替している。

## 機体一覧
エルデカイザー
記念すべきエルデカイザーシリーズ第一作目。トロネスブレード、ドミニオンタンク、セラフィムバード、ケルビムドラゴンの4体のメカが合体することで巨大ロボットとなる。『エピソードI』と『エピソードIII』に登場。必殺技は『エピソードI』では「伽倶夜機神剣」（かぐやきしんけん）であったが、『エピソードIII』では「真・無双雷神剣」（しん・むそうらいじんけん）となった。
エルデカイザー烈（れつ）
エルデカイザーシリーズの第二作目で、『エピソードII』と『エピソードIII』に登場する。武器が剣だけであった初代と違い、腕部や脚部のパーツを交換することでソード、キャノン、ドリルの3形態のカスタムが可能。『エピソードIII』ではソードカスタムのみ登場、必殺技は「真・無双冷神剣」（しん・むそうれいじんけん）。
ブラックエルデカイザー
ハカセのライバルであるブラックハカセが作り上げた巨大ロボット。外観はエルデカイザー烈と同じだが、パワーは遥かに上である。『エピソードII』に登場した敵では最強の強さを持つ。必殺技は「真・無双焔神剣」（しん・むそうえんじんけん）。
エルデカイザーΣ（シグマ）
ブラックエルデカイザーをシオンに倒されたブラックハカセが、己の命と引き換えに作り上げた巨大ロボット。意思を持ち、敵と会話することができる。エルデカイザーシリーズ最強の性能を誇り、初代からブラックまでのエルデカイザーを全て揃えないで挑んだ場合、攻略は非常に難しい。E.Sを除けば間違いなく最強の敵となる。必殺技は「皇帝侶断」。エルデカイザーシリーズ中もっとも「Gエレメンツ」との外見上の類似点が多い。

## 関連人物
ハカセ
エルデカイザーを作り上げた科学者。本名ハクシーヌ・ホワイト。ボロメオ大学を首席で卒業する程の天才だが、彼を獲得しようとしたヴェクター・インダストリーやハイアムズ重工業等のオファーを全て断って、卒業後はいずこかに姿をくらませる。その後、いつの間にかクーカイ・ファウンデーションに住み着いてロボット・アカデミーを開いていたが、世間からは変人扱いされていた。そこでシオンと出会い、彼女の協力で長年の夢であった巨大ロボットを完成させる。『エピソードII』ではエルザの改修をスコットクンと共に行い、ロボット・アカデミーもそこに移してしまった。『エピソードIII』において、サブキャラからメインキャラに異例の昇進を果たし、エルザクルーの知恵袋として活躍し、KOS-MOSの改造まで行った。
スコットクン
ハカセの助手を務める青年。本名不詳。クーカイ・ファウンデーションにあったロボット・アカデミーでハカセに出会い、あっさりその理想と夢に共鳴する。ハカセを影に日向に支え続け、エルデカイザーシリーズの開発を行ってきた。『エピソードIII』でハカセ共々メインキャラに抜擢される。かなりの酒豪だが泣き上戸。
ブラックハカセ
ハカセの宿命のライバル。本名不詳。ボロメオ大学に在籍している頃から、何かと張り合う仲であった。ハカセがエルデカイザーを作り上げたことを知り、それに対抗するためにブラックエルデカイザーを作り上げる。しかし、シオン達との戦闘でブラックエルデカイザーを破壊されてしまう（『エピソードII』）。このことで、今度は打倒シオンを目指すようになり、寝食も忘れて研究と開発に没頭し、エルデカイザーΣを作り上げた。だが、研究のしすぎで身体を壊してしまい帰らぬ人となる（『エピソードIII』）。
ココナッツザル
ブラックハカセの最愛のペット。ブラックハカセ亡き後は1匹でブラックハカセのアジトを守り続けてきた。ブラックハカセの意思を継ぎ、エルデカイザーΣでシオンに戦いを挑んでくる。
シオン・ウヅキ
ゼノサーガシリーズの主人公。エルデカイザー用のパーツ集め、データ収集のために宇宙を飛び回る。
KOS-MOSVer.4
エルデカイザーではないが、エルデカイザー用のパーツが使用されている。
シタン・ウヅキ
『ゼノギアス』に登場するキャラクター。エルデカイザーは元々彼が（趣味で）設計した「Gエレメンツ」という作中で主人公と対峙する合体ギアがモデルになっている（初代エルデカイザーの合体パーツの名前はGエレメンツの搭乗者たちが元である）。

## 能力の変遷
『エピソードI』では、終盤に全てのパーツが揃い、シオン専用のエーテル技としてエルデカイザーを使用可能になる。エーテルを使用すると、各メカが合体しエルデカイザーが完成、敵全体に向けて攻撃するCGムービーが再生される。敵の能力に関わらず9999の固定ダメージを与え、その威力は一部のボスを除く全ての敵を一撃で倒してしまうほどである。最終ボスを一撃で倒すことは出来ないなど、ある程度意図された強さになっているは言え、やはりバランス崩壊ぎりぎりの威力であることは間違いなく賛否両論となっている。
『エピソードII』では本編クリアー後の追加ステージでようやくパーツが揃うことになる。また、腕パーツの違いによって攻撃方法が変わってくる。ゲームシステムの変更もあり、『エピソードI』ほどゲームバランスを破壊した性能ではなくなっている。
『エピソードIII』では、完成したエルデカイザーをコントロールするためのデバイスを、セグメントアドレスから習得していくことになる。通常のセグメントアドレスは赤い扉だが、デバイスが置かれているセグメントアドレスは黄金の扉となっている。また、シオンだけでなく全員が使うことが可能になり、EPが続く限り何度でも使用出来る。攻撃力そのものは普通だが、ボス敵を除くほぼ全ての敵を一撃でブレイク状態にしてしまうのでかなり使える。なお、ブラックエルデカイザーとエルデカイザーΣを使うためには、E.S.戦闘（オメガ・ウーニウェルシタース（第1形態）からオメガ・イド（第2形態）の連戦）とキャラ戦闘（エルデカイザーΣ）における最強の敵をそれぞれ倒さなければならない。